# Janina Kuliberda
Janina Kuliberda (ur. 9 czerwca 1923 w Komorowie w pow. warszawskim, zm. 18 sierpnia 2006) – polska krawcowa, poseł na Sejm PRL VI kadencji.

## Życiorys
Uzyskała wykształcenie podstawowe. Pracowała w Zakładach Przemysłu Odzieżowego „Dana” w Szczecinie. W 1972 uzyskała mandat posła na Sejm PRL w okręgu Szczecin, z ramienia Polskiej Zjednoczonej Partii Robotniczej. Zasiadała w Komisji Drobnej Wytwórczości, Spółdzielczości Pracy i Rzemiosła oraz w Komisji Pracy i Spraw Socjalnych.
Pochowana 24 sierpnia 2006 na cmentarzu Centralnym w Szczecinie.

## Odznaczenia
- Brązowy Krzyż Zasługi